# SMS Odin

1902 lithographie de Odin par Hugo Graf.

Le SMS Odin est le septième navire de la classe Siegfried, classe de huit cuirassés de défense côtière de la marine impériale allemande et qui fait aussi partie de la classe Odin, avec le SMS Ägir (en). Il est baptisé par le comte von Haugwitz (directeur des chantiers navals de Dantzig) du nom du dieu de la mythologie germanique, Odin.

## Histoire

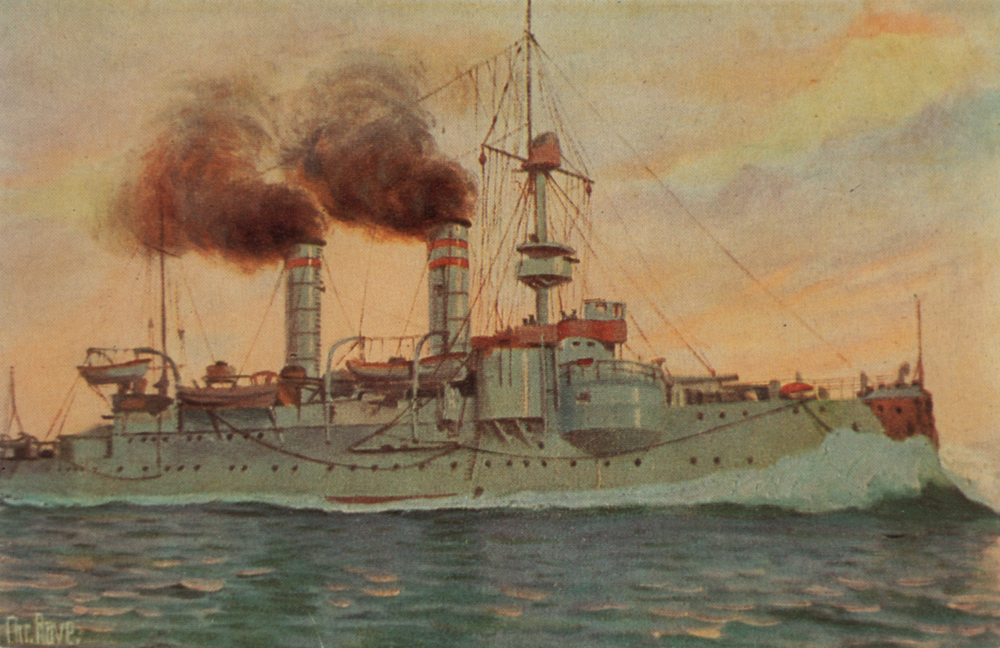
Carte postale ancienne représentant le SMS Odin d'après Christopher Rave (1881-1933)

Le cuirassé est mis sur cale au chantier naval impérial de Dantzig, le 15 avril 1893, et lancé à Kiel le 3 novembre 1894. Les dernières modifications ont lieu jusqu'en septembre 1896 et il est mis en service le 22 septembre suivant, suivies deux jours plus tard de son voyage d'essai. Il est mis hors service le 14 octobre pour des travaux supplémentaires. Il est de retour au service actif, le 26 juillet 1898, pour faire partie des manœuvres d'automne au sein de la IIe escadre de mer du Nord, dont le navire amiral est le SMS Ägir. Il fait partie des exercices qui se déroulent à Christiania et à Copenhague. Il voyage de nouveau en 1899 au large de Copenhague, puis à Apenrade et à Swinemünde. Il vient au secours, cette même année, du Kaiserin Maria Theresia, bateau à vapeur de la Norddeutscher Lloyd, dans le détroit de Cattégat.
Il expérimente avec le SMS Friedrich Carl, le 20 mars 1900, le tout nouveau système de la télégraphie sans fil. En juin, il participe au détournement devant Stettin du paquebot rapide de la Hamburg Amerika Linie, le Deutschland[pas clair], puis aux manœuvres d'automne suivantes au sein de la IIe escadre de Mer du Nord. Il est affecté ensuite à la division de réserve de la mer Baltique et à partir du 10 octobre se trouve à Dantzig pour réparations. Le navire participe à la Semaine de Kiel de juin 1901, et à partir d'août est de nouveau en essais, puis participe aux manœuvres d'automne. Il est mis hors service le 21 septembre 1901 à Dantzig, afin comme toutes les unités de sa classe d'être modernisé.
Le SMS Odin est remis en service, le 2 octobre 1903, et croise en Norvège et en Écosse. Lorsqu'il est en route vers Lerwick, il est heurté par le torpilleur SMS S 98 qui est sévèrement avarié. Après les manœuvres d'automne 1904, le SMS Braunschweig prend le SMS Odin avec lui dans la IIe escadre, puis il est mis hors service pour réparations à Dantzig, le 10 octobre 1904. Il retourne dans la division de réserve de la mer Baltique et fait encore partie des manœuvres de 1909.

### Première Guerre mondiale

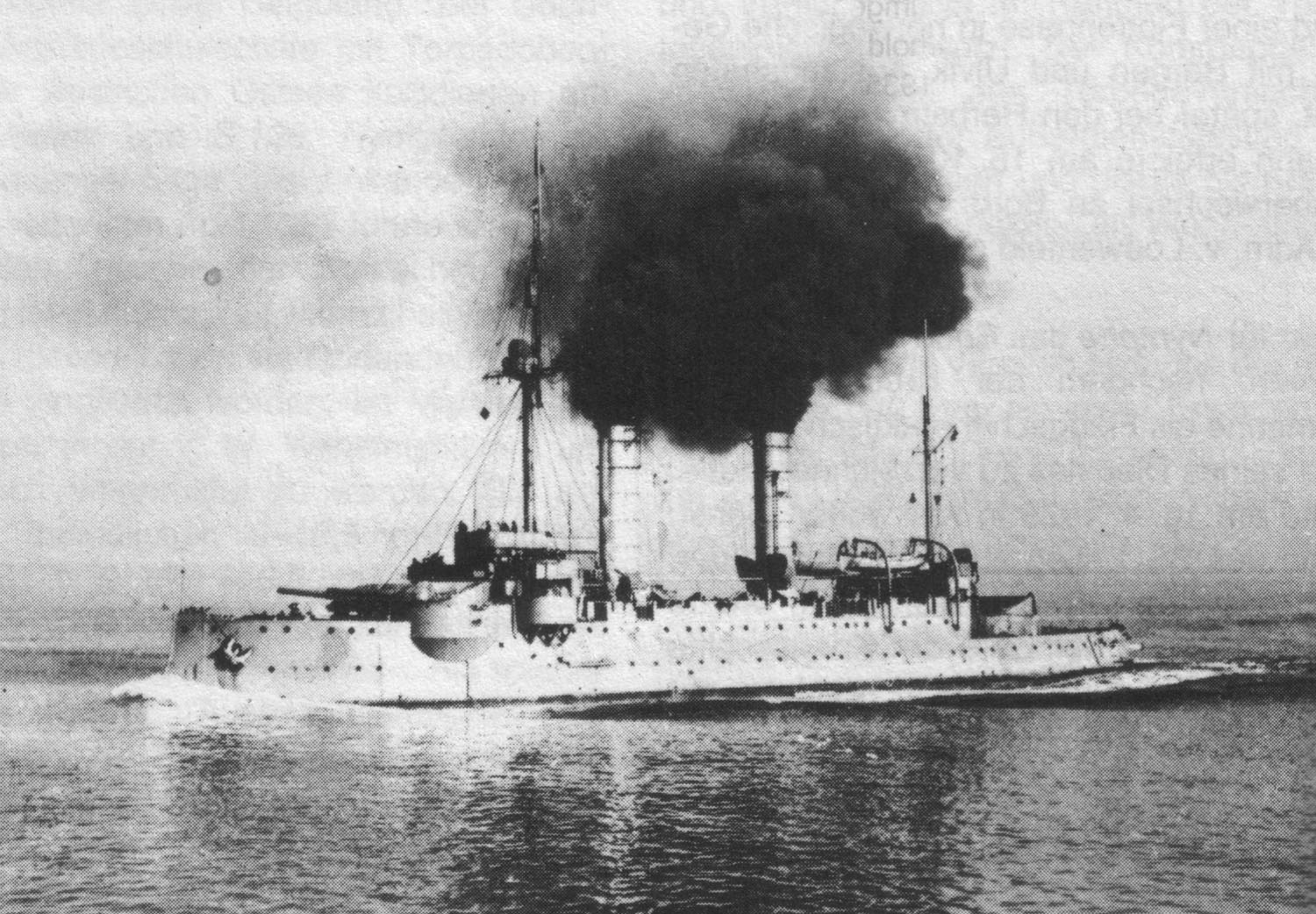
Le SMS Odin pendant la Première Guerre mondiale

Le SMS Odin reprend du service à partir du 12 août 1914. Il fait partie avec les unités de sa classe de la VIe escadre commandée par le konteradmiral Eckermann. Il est mis en avant-poste le 15 septembre devant la Weser et à l'embouchure de l'Elbe. Lorsque la VIe escadre est supprimée le 31 août 1915, le SMS Odin rejoint la flottille de protection des ports de l'Elbe, ce qui en fait ne modifie pas son service antérieur. Le navire est sorti du service actif le 9 janvier 1916 et mis hors service une semaine plus tard à Dantzig. Il sert alors de baraquement au personnel de la Ire flottille de sous-marins jusqu'au 25 juillet 1917, lorsqu'il est remplacé par le personnel de la IIIe flottille de sous-marins de Wilhelmshaven. Du 28 mars au 9 octobre 1919, il sert de casernement au personnel de la IVe flottille de démineurs de la mer du Nord.
Il est rayé de la liste des cadres de la marine de guerre, le 6 décembre 1919, et vendu à la compagnie Arnold Bernstein (en). Il est transformé en 1922 à Rüstringen en bateau à moteur et navigue sous différents noms, avant d'être définitivement démantelé en 1935.

## Données techniques
- Longueur : 79 m ; après 1903 : 86,15 m
- Largeur : 15,2 m ; après 1903 : 15,4 m
- Tirant d'eau : 5,61 m
- Déplacement avant 1903 : 3 550 tonnes ; maximum : 3 754 tonnes
- Déplacement après 1903 : 4 100 tonnes ; maximum : 4 376 tonnes
- Équipage avant 1903 : 276 hommes
- Équipage après 1903 : 313 hommes